# Hubberholme
Hubberholme – wieś w Anglii, w hrabstwie North Yorkshire, w dystrykcie (unitary authority) North Yorkshire. Leży 73 km na zachód od miasta York i 328 km na północny zachód od Londynu.